# Viarago
Viarago is een plaats (frazione) in de Italiaanse gemeente Pergine Valsugana.